# 木村東介
木村東介（きむら とうすけ、1901年4月8日 - 1992年3月11日）は美術商。本名は文雄。山形県米沢市出身。建設大臣などを務めた木村武雄は弟。

## 来歴・人物
山形県議会議員を務めた木村忠三の長男として生まれる。
米沢商業学校を中退して上京。やくざな生活や院外団暮らしを続け、一時は憲政公論社に入社。乱闘で片腕を失う。法廷で出会った裁判官の人格と気骨に打たれ改心する。
柳宗悦の指導を受け、1936年、東京・湯島天神下に羽黒洞を創立。肉筆浮世絵、大津絵、泥絵などの民族美術を取り上げる。1960年、上野池之端に不忍画廊（しのばずがろう）を開く（2012年日本橋に移転）。
放浪の画家である長谷川利行の絵画、米沢出身の東洋思想家宮島詠士の書を世に紹介した。戦後は、瞽女を描いた斎藤真一を世に問い、瞽女ブームをつくった。吉川英治、勅使河原蒼風らの知遇を得たほか、潜行中であった辻政信をかばった。弁も筆も立ち、芸術院や日展の腐敗を攻撃し、有名画商と人気画家の腐れ縁を弾劾した。その一方で、現代の不遇な異色画家を後援した。
1992年3月11日、心不全で死去。90歳没。墓所は東京都文京区湯島の麟祥院。

## 著書
- 『ランカイ屋憂愁―鬼才荘八追想記』大西書店、1976年。
- 『女坂界隈』大西書店、1976年。
- 『不忍界隈』大西書店、1978年。
- 『上野界隈』大西書店、1979年。
- 『湯島界隈』大西書店、1980年。
- 『切通し界隈』博文館新社、1980年。ISBN 4891779012
- 『池の端界隈』青英舎、1982年。ISBN 479522210X
- 『米沢の雪―随想』羽黒洞、1982年。
- 『文化庁長官への提言』大陽工業吉生会、1984年。
- 『浮世絵渡世』羽黒洞、1989年。
- 『東介波瀾万丈 : 民族美術に賭けた一生』銀座屋出版社、1991年。
- 『言い残したこと』羽黒洞木村東介、1993年。
- 『ランカイ屋東介の眼―ピカソより北斎、ゴッホより利行』羽黒洞木村東介、2001年。ISBN 4753413853